# Avenue Jean et Pierre Carsoel
L'avenue Jean et Pierre Carsoel, et non pas l'avenue Jean-Pierre Carsoel, comme on l'entend souvent, est une voie de la commune bruxelloise d'Uccle.

## Situation et accès
Cette avenue est située à proximité de la gare de Saint-Job.

## Origine du nom
Les Carsoel étaient des entrepreneurs de travaux publics qui construisirent leur propre avenue. Le cadet des frères Carsoel, Pierre (1857-1928), céda toute sa fortune à la commune d'Uccle qui inaugura une statue à son effigie dans le parc Montjoie.